# カミーノ (セッション・バンド)
カミーノ（CAMINO）は、日本のセッション・バンド。 
1970年代クロスオーバー・ブームの走りとなったバンブーを前身として結成され、1975年から1977年にかけて活動した。また、1992年に再結成され、ライブハウス・ツアーが行われた。。

## 在籍メンバー
- 大村憲司（ギター）
- 是方博邦（ギター）
- 小原礼（ベース）
- 村上ポンタ秀一（ドラムス）
- 井上茂（ドラムス）

## ディスコグラフィー
- LIVE 1976（2004年）
- Deep Inside of CAMINO（2005年）